# Talenkauen

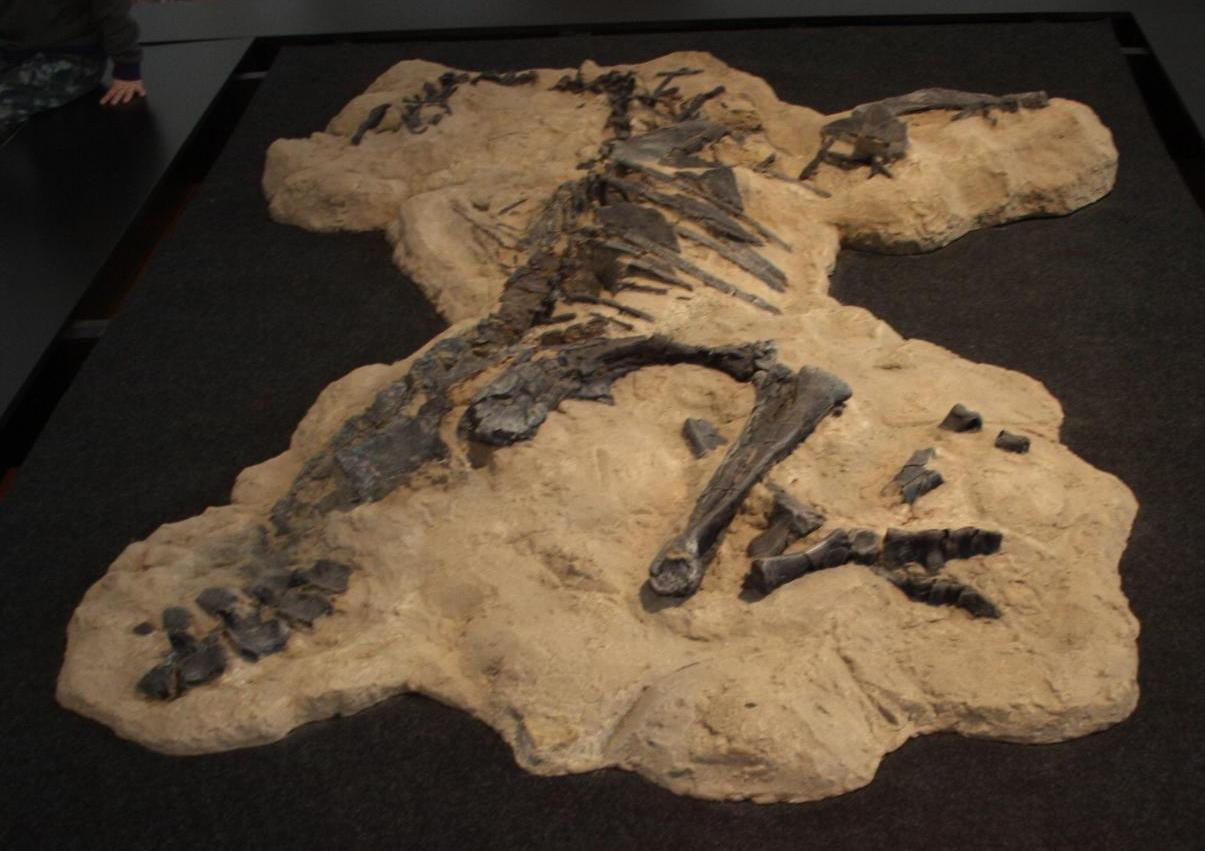
Talenkauen santacrucensis

Talenkauen santacrucensis is een plantenetende ornithischische dinosauriër, behorend tot de Euornithopoda, die tijdens het vroege leefde in het gebied van het huidige Argentinië.

## Vondst en naamgeving
In februari 2000 vond Fernando Emilio Novas op de Cerro Los Hornos, ten zuiden van het Lago Viedma, het skelet van een kleine euornithopode.
In 2004 benoemden en beschreven Novas, Andrea Veronica Cambiaso en Alfredo Ambrioso de typesoort Talenkauen santacrucensis. De geslachtsnaam betekent "kleine schedel", talenk kauen, in het Tehuelche. Men had het geslacht eerst Chaltenia willen noemen maar die naam bleek reeds bezet door een kever. De soortaanduiding verwijst naar de provincie Santa Cruz.
Het holotype MPM-10001, werd volgens de beschrijving gevonden in een laag van de Pari Aike-formatie die dateert uit het vroege Maastrichtien, ongeveer zeventig miljoen jaar oud. Later echter werd dit herzien tot de oudere middelste Mata Amarilla-formatie die dateert uit het Turonien. Het bestaat uit een gedeeltelijk skelet met schedel. Bewaard zijn gebleven: de snuit, het predentarium, linkerdentarium en linkersurangulare van de onderkaken, zes tanden, de wervelkolom tot de staart, drie achterste staartwervels, nekribben, ribben, een chevron, de linkerschoudergordel, het rechterbekken, beide opperarmbeenderen, het linkerspaakbeen, en beide achterpoten minus de rechtervoet. De handen ontbreken dus. Het skelet lag ten dele in verband. Het betreft een volwassen individu. Het fossiel is geprepareerd door Marcelo Pablo Isasi.
In 2013 werd gemeld dat bij het holotype resten van een pasgeboren dier waren gevonden in de vorm van twee dentaire tanden zonder wortel. Het holotype kreeg daarop het inventarisnummer MPM-10001A, de tanden het nummer MPM-10001B.
In 2019 werd het skelet meer in detail beschreven, ten dele gebruik maken van een verbeterde beschrijving in een dissertatie van Andrea Verónica Cambiaso uit 2007 .

## Beschrijving

### Grootte, algemene bouw en onderscheidende kenmerken

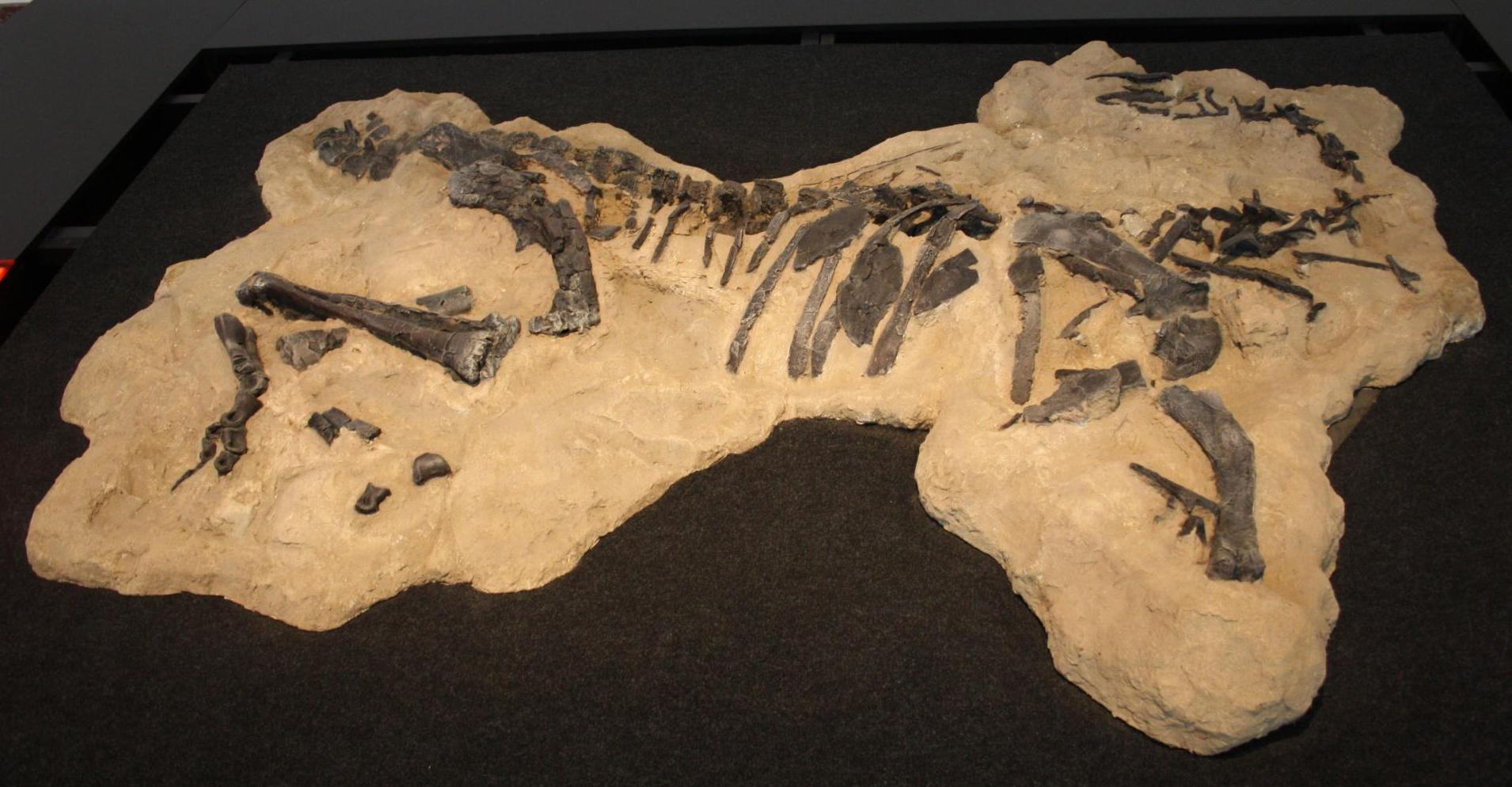
Een afgietsel van het skelet van onderen bezien

De lichaamslengte van Talenkauen werd in 2004 geschat op vier meter. Daarmee was Talenkauen in 2004 de grootste basale euiguanodontiër die in Zuid-Amerika was aangetroffen. Gregory S. Paul schatte in 2010 de lengte op 4,7 meter, het gewicht op driehonderd kilogram.
Talenkauen heeft een opvallend kleine kop, waarnaar ook de geslachtsnaam verwijst, geplaatst op een vrij lange nek. De voorpoten zijn lang maar slank. De achterpoten zijn zeer krachtig gevormd.
Er zijn twee unieke afgeleide eigenschappen, autapomorfieën, vastgesteld: de derde halswervel heeft grote epipofysen en de ribben hebben verbeende platen aan de achterzijde. Daarnaast is er de afwijkende combinatie dat de praemaxilla en het traanbeen elkaar niet raken en dat de bovenrand en onderrand van de voorste onderkaak naar voren toe in zijaanzicht naar elkaar toelopen.
In 2019 werden aanvullende autapomorfieën gegeven. De praemaxilla heeft een golvende voorrand. Het bovenkaaksbeen heeft een voorste tak die overdwars verbreed is. De bovenste achterste tak van het predentarium loopt uit in twee zeer dunne en langgerekte uitsteeksels. Het predentarium is in bovenaanzicht smal en V-vormig. Het surangulare heeft een sterk ontwikkelde bult op de buitenste zijkant. De draaier heeft een laag doornuitsteeksel. De halswervels hebben overdwars smalle centra waarvan de zijkanten sterk uitgehold zijn. Het darmbeen heeft een aanhangsel voor het zitbeen dat sterk naar beneden steekt met een diep hol gekromde achterrand. De middenvoetsbeenderen zijn robuust gebouwd. De twee oorspronkelijke autapomorfieën zijn niet meer geldig omdat ze later ook bij verwanten werden aangetroffen.

### Skelet

#### Schedel en onderkaken
De schedel is klein met een lengte van ongeveer dertig centimeter en overdwars smal. Het bovenprofiel is onbekend maar wordt vaak bol afgebeeld. Het voorste snuitbeen, de praemaxilla heeft echter een hol bovenprofiel, een autapomorfie want normaal is dit bol. De bovensnavel is maar weinig verbreed en heeft een gladde bijtrand. De bovenste tak ervan omvat de bovenkant van een vrij groot ovaal schuin naar achteren hellend neusgat, dat relatief vooraan gelegen is. Er zijn minstens twee premaxillaire tanden per zijde; het bezit van zulke tanden is een basaal kenmerk. Ze zijn achteraan gelegen, zodat de voorste bovensnavel tandeloos is. De gevonden premaxillaire tand is kegelvormig en overdwars breed, bovenaan eindigend in een punt die dun is van binnen naar buiten. De tandkroon mist snijranden of kartelingen alsmede richels. Er is en duidelijk diasteem met de maxillaire tandenrij. De achterste tak van de praemaxilla onder het neusgat is lang maar raakt het traanbeen niet en ook dat is oorspronkelijk. De tak richting bovenkaaksbeen is slank. Het bovenkaaksbeen is driehoekig met de opgaande punt in het midden. De voorste tak van het bovenkaaksbeen is overdwars verbreed en enkelvoudig, niet gevorkt. De verbreding werd al in 2004 als uniek gezien maar niet formeel als autapomorfie aangemerkt. De maxillaire tanden zijn ruitvormig met een verticale hoofdrichel op de buitenzijde, een typisch euiguanodont kenmerk. Stukken neusbeen zijn bewaard maar tonen door erosie weinig detail. Het prefrontale heeft drie uitsteeksels aan de voorste onderrand.
Het verhemelte is grotendeels bewaard, wat zeldzaam is bij euornithopode fossielen. Het heeft een basale vorm, gelijkend op dat van Hypsilophodon, met een slank ectopterygoïde.
De onderkaak is vrij hoog maar toch laag en smal vergeleken met meer afgeleide euiganodontiërs. Het dentarium loopt in zijaanzicht naar voren taps toe, een basaal kenmerk. De onderkaken hebben vooraan een gezamenlijk spits predentarium, de beenkern van de ondersnavel. Achteraan heeft het predentarium twee driehoekige lobben voor het contact met de dentaria. Het predentarium is opvallend laag. In de V-vorm maken de dunne takken een hoek van 50° met elkaar. In hun onderzijden hebben ze een holle groeve. Vooraan draagt het predentariem drie dunne schijntanden waarvan de middelste de langste is. Het surangulare heeft een duidelijk foramen angulare. De bult onder het kaakgewricht steekt opvallend uit. Het retroarticulair uitsteeksel aan de achterzijde, waarmee de muil werd geopend, is uitzonderlijk plat.
Door beschadigingen is het aantal dentaire en maxillaire tanden niet precies vast te stellen. In 2004 werd het per kaakkwadrant geschat op ongeveer een dozijn. In 2019 concludeerde men dat er minstens veertien door het bovenkaaksbeen gedragen werden. De tanden overlappen elkaar. De maxillaire tanden hebben het spits iets achterwaarts staan. Er zijn vijf tot negen secundaire richels aan de voorzijde van de hoofdrichel, één tot vier aan de achterzijde, bij elkaar een hoog aantal. De secundaire richels aan de binnenzijde zijn lager. De dentaire tanden zijn breder en krommer en hebben een hogere hoofdrichel, nu aan de binnenzijde. De buitenzijde heeft alleen lage "secundaire" richels. In 2019 werd hun aantal per dentarium gesteld op vijftien.
De "neonate" tanden van een dier dat vermoedelijk net uit het ei gekropen was, zijn veel kleiner maar lijken in structuur sterk op die van de volwassen dieren. Ze hebben echter nog niet de ruitvorm maar zijn gebouwd als een schraper, één millimeter hoog en 1,7 millimeter breed.

#### Postcrania

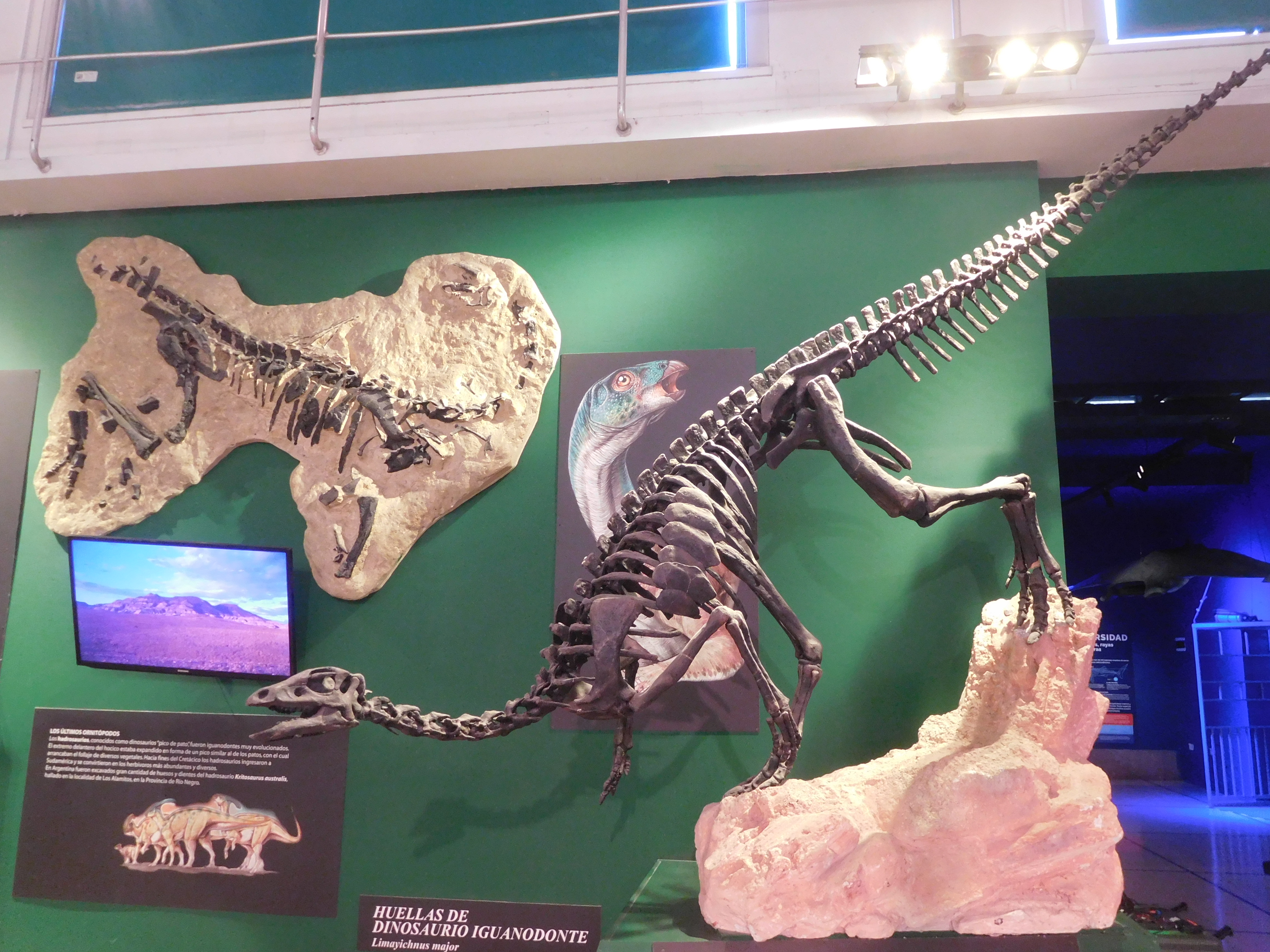
Een skeletmodel in het Museo Argentino de Ciencias Naturales Bernardino Rivadavia.

De wervelkolom telt negen halswervels, zestien ruggenwervels en minstens zes sacrale wervels van het heiligbeen. De nek is opvallend lang. De halswervels zijn langgerekt met opvallend lage doornuitsteeksels. Het doornuitsteeksel van de tweede halswervel, de draaier, is zeer laag en overdwars afgeplat met een bol bovenprofiel, gevorkt naar achteren uitstekend in wat in bovenaanzicht twee lobben lijken. De achterste gewrichtsuitsteeksels zijn iets naar beneden gebogen, een basaal kenmerk. Eigenaardig is dat de achterste gewrichtsuitsteeksels van de derde wervel grote driehoekige epipofysen dragen, een kenmerk dat men eerder bij Theropoda zou verwachten. Deze extra uitsteeksels dienen ter verankering van spieren die de nek zijdelings bewegen. Ook de vierde wervel toont, in mindere mate, dit kenmerk. De wervels hebben vrij diepe uithollingen tussen de richels die de verschillende uitsteeksels verbinden en ook zeer diepe uithollingen in de zijkanten. Bij Saurischia zouden die geïnterpreteerd worden als pneumatisch maar Ornithischia worden geacht geen luchtzakken te hebben bezeten. In 2019 zag men ze als aanhechtingsvlakken voor spieren of wellicht als vetreservoirs.
De doornuitsteeksels van de ruggenwervels zijn relatief laag en worden naar achteren nogal breed in zijaanzicht met een extra verbreed boveneinde. Breed zijn ook de doornuitsteeksels van de sacrale wervels hoewel ze niet versmelten tot een supraneurale plaat. Van de eerste ruggenwervel af tot en met minstens de vierde sacrale wervel is de wervelkolom verstijfd door een stelsel van kruisende verbeende pezen.
De borstkas is stevig en hoog. Achter de eerste tot en met minstens de achtste rib liggen verbeende intercostaalplaten. Dit is een zeldzaamheid: verwanten hadden vermoedelijk ook van zulke platen die de ribben onderling verbonden, maar die bleven dan van kraakbeen. Alleen een zeer goed gepreserveerd exemplaar van Thescelosaurus neglectus toont ook intercostaalplaten. Bij het fossiel zijn deze platen wat verschoven hetgeen een precieze bepaling van hun positie bemoeilijkt. De intercostaalplaten liggen in de reconstructie uit 2004 op een rij, onder en evenwijdig aan de lijn van het schouderblad. Dat betekent dat de voorste vrij laag ligt en de rij zich naar achteren schuin omhoog voortzet. De verbening begint op zekere afstand van de onderkant van rib en houdt op wanneer ongeveer de onderrand van het schouderblad bereikt wordt. Dit zorgt ervoor dat de middelste platen langer zijn met de vierde als langste met een lengte van achttien centimeter. Bij de vijfde tot en met achtste rib beginnen de platen op een grotere afstand van het ribuiteinde. De platen hebben min of meer een langwerpig druppelvormig profiel waarbij het bovenste uiteinde afgerond is en het onderste een spitse punt vormt. De randen zijn echter wat hoekig zodat de beschrijving spreekt van "veelhoeken". De achterkant van de plaat overlapt de achterliggende rib en zelfs weer de volgende intercostaalplaat. het oppervlak van de plaat is glad, zonder foramina, groeven of verruwingen voor spieraanhechtingen. Hun dikte overdwars bedraagt niet meer dan drie millimeter. De platen zijn niet met de ribben vergroeid. Dat komt vermoedelijk doordat niet de hele plaat verbeend is: aan de randen van de ossificatie strekte zich vermoedelijk het kraakbeen verder uit. De beschrijvers verwierpen de hypothese dat de verbeende platen dienden ter bescherming omdat ze te dun zouden zijn. Ze dachten dat ze homoloog waren aan de processus uncinati van maniraptore theropoden, de haakvormige uitsteeksels van de ribben die de ademhaling ondersteunen; die komen namelijk ook voor bij Sphenodon en sommige krokodilachtigen en zouden dus oorspronkelijk kunnen zijn voor de hele Diapsida, zij het dan dat ze meestal niet zouden verbenen. Ze moesten echter toegeven dat de vorm geheel anders was; latere onderzoekers zouden deze structuren meestal niet homoloog achten. In ieder geval zouden de platen op een zware intercostale musculatuur kunnen wijzen.
Het schouderblad is kort maar stevig. Het is vrij sterk ingesnoerd in het midden met bovenaan een verbreding die van achteren puntig is, van voren meer afgerond. Het ravenbeksbeen is ovaal en tamelijk langgerekt.

## Fylogenie
Talenkauen werd in 2004 basaal in de Euiguanodontia geplaatst, tussen Anabisetia en Gasparinisaura in de stamboom staand. In 2007 werd een klade Elasmeria benoemd, verankerd op Talenkauen en Macrogryphosaurus. Andere studies hebben als uitkomst dat er een, mogelijk nog ruimere, klade bestaat met Talenkauen, Morrosaurus, Trinisaura, Gasparinisaura, Anabisetia, Notohypsilophodon, en Macrogryphosaurus. Deze vormen hebben voor zover bekend een zwak ontwikkeld opperarmbeen en lijken aangepast een rennende levenswijze. Als ze inderdaad een aparte klade vormen, wijkt dat af van de eerste interpretatie waarin zulke soorten opeenvolgende afsplitsingen zijn van de hoofdstam van de Euornithopoda. In 2004 werd de mogelijkheid van een aparte klade wel geopperd maar verworpen bij gebrek aan voldoende bewijs. Wel werd gesteld dat zulke vormen in het zuiden van Gondwana talrijker waren en wellicht de Sauropoda vervingen als dominante planteneters.